# کارلوس مورالز سانتوس
کارلوس مورالز سانتوس (اسپانیایی: Carlos Morales Santos‎؛ زادهٔ ۴ نوامبر ۱۹۶۸) یک بازیکن فوتبال اهل پاراگوئه است.

## تیم ملی
وی همچنین در تیم ملی فوتبال پاراگوئه بازی کرده‌است.